# جسر موراي
جسر موراي (بالإنجليزية: Murray Bridge )‏ هي مدينة، في أستراليا، تقع في جنوب أستراليا، بلغ عدد سكانها 14,560  نسمة وذلك حسب إحصائيات سنة 2016، رمزها البريدي هو 5253.

## المناخ
يظهر الجدول التالي التغييرات المناخية على مدار السنة لجسر موراي:
| البيانات المناخية لـجسر موراي     | البيانات المناخية لـجسر موراي | البيانات المناخية لـجسر موراي | البيانات المناخية لـجسر موراي | البيانات المناخية لـجسر موراي | البيانات المناخية لـجسر موراي | البيانات المناخية لـجسر موراي | البيانات المناخية لـجسر موراي | البيانات المناخية لـجسر موراي | البيانات المناخية لـجسر موراي | البيانات المناخية لـجسر موراي | البيانات المناخية لـجسر موراي | البيانات المناخية لـجسر موراي | البيانات المناخية لـجسر موراي |
| الشهر                             | يناير                         | فبراير                        | مارس                          | أبريل                         | مايو                          | يونيو                         | يوليو                         | أغسطس                         | سبتمبر                        | أكتوبر                        | نوفمبر                        | ديسمبر                        | المعدل السنوي                 |
| --------------------------------- | ----------------------------- | ----------------------------- | ----------------------------- | ----------------------------- | ----------------------------- | ----------------------------- | ----------------------------- | ----------------------------- | ----------------------------- | ----------------------------- | ----------------------------- | ----------------------------- | ----------------------------- |
| الدرجة القصوى °م (°ف)             | 46.6 (115.9)                  | 46.4 (115.5)                  | 43.7 (110.7)                  | 39.2 (102.6)                  | 31.0 (87.8)                   | 25.6 (78.1)                   | 26.7 (80.1)                   | 30.9 (87.6)                   | 35.0 (95.0)                   | 39.7 (103.5)                  | 44.2 (111.6)                  | 44.4 (111.9)                  | 46.6 (115.9)                  |
| متوسط درجة الحرارة الكبرى °م (°ف) | 29.1 (84.4)                   | 29.3 (84.7)                   | 26.7 (80.1)                   | 23.5 (74.3)                   | 19.6 (67.3)                   | 16.7 (62.1)                   | 16.2 (61.2)                   | 17.5 (63.5)                   | 19.8 (67.6)                   | 22.7 (72.9)                   | 25.6 (78.1)                   | 27.5 (81.5)                   | 22.8 (73.0)                   |
| متوسط درجة الحرارة الصغرى °م (°ف) | 14.6 (58.3)                   | 14.6 (58.3)                   | 12.9 (55.2)                   | 10.3 (50.5)                   | 8.0 (46.4)                    | 6.0 (42.8)                    | 5.4 (41.7)                    | 5.9 (42.6)                    | 7.2 (45.0)                    | 9.0 (48.2)                    | 11.4 (52.5)                   | 13.2 (55.8)                   | 9.9 (49.8)                    |
| أدنى درجة حرارة °م (°ف)           | 5.1 (41.2)                    | 5.7 (42.3)                    | 4.1 (39.4)                    | −0.6 (30.9)                   | −1.8 (28.8)                   | −4.3 (24.3)                   | −5.0 (23.0)                   | −2.0 (28.4)                   | −1.4 (29.5)                   | −0.6 (30.9)                   | 2.1 (35.8)                    | 4.0 (39.2)                    | −5.0 (23.0)                   |
| الهطول مم (إنش)                   | 16.4 (0.65)                   | 18.2 (0.72)                   | 20.4 (0.80)                   | 28.8 (1.13)                   | 34.9 (1.37)                   | 37.8 (1.49)                   | 35.2 (1.39)                   | 37.1 (1.46)                   | 36.8 (1.45)                   | 34.0 (1.34)                   | 25.5 (1.00)                   | 23.6 (0.93)                   | 348.5 (13.72)                 |
| متوسط أيام هطول الأمطار           | 3.8                           | 3.9                           | 4.8                           | 7.7                           | 10.4                          | 11.8                          | 12.4                          | 12.8                          | 10.5                          | 8.9                           | 6.1                           | 5.3                           | 98.4                          |
| المصدر:                           |                               |                               |                               |                               |                               |                               |                               |                               |                               |                               |                               |                               |                               |

## معرض صور

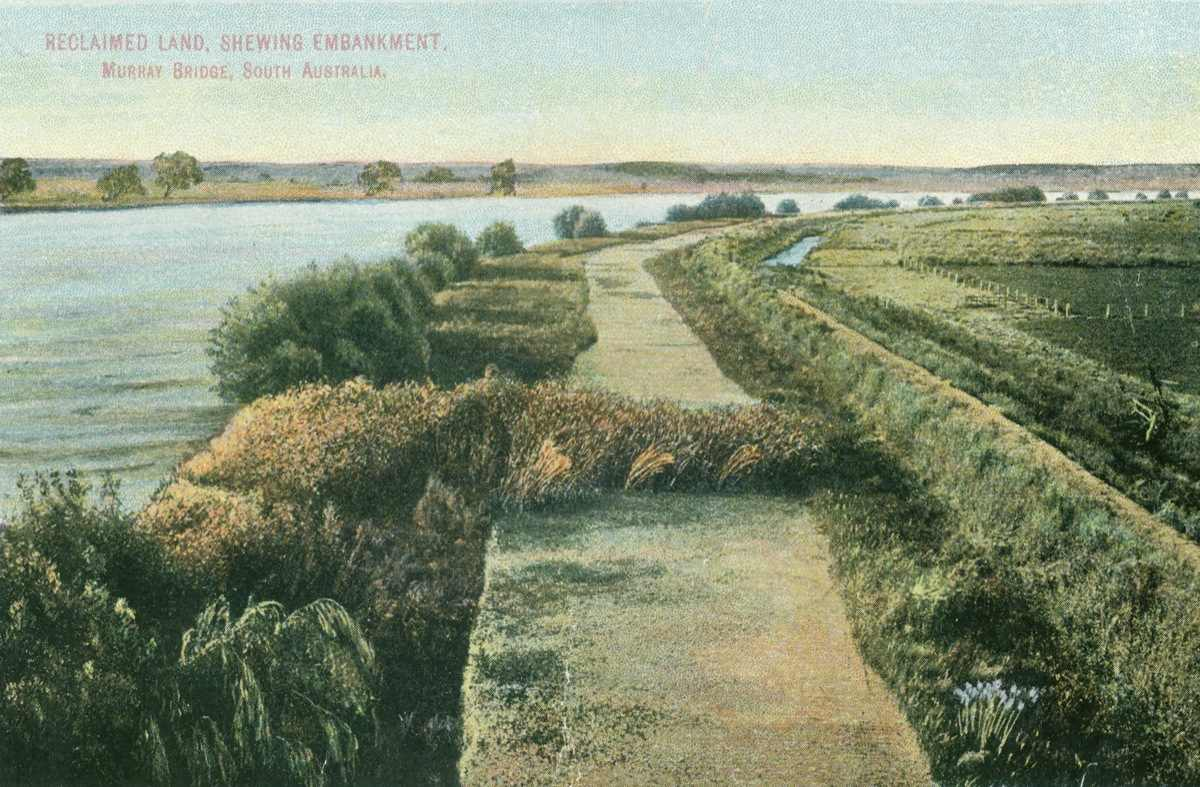
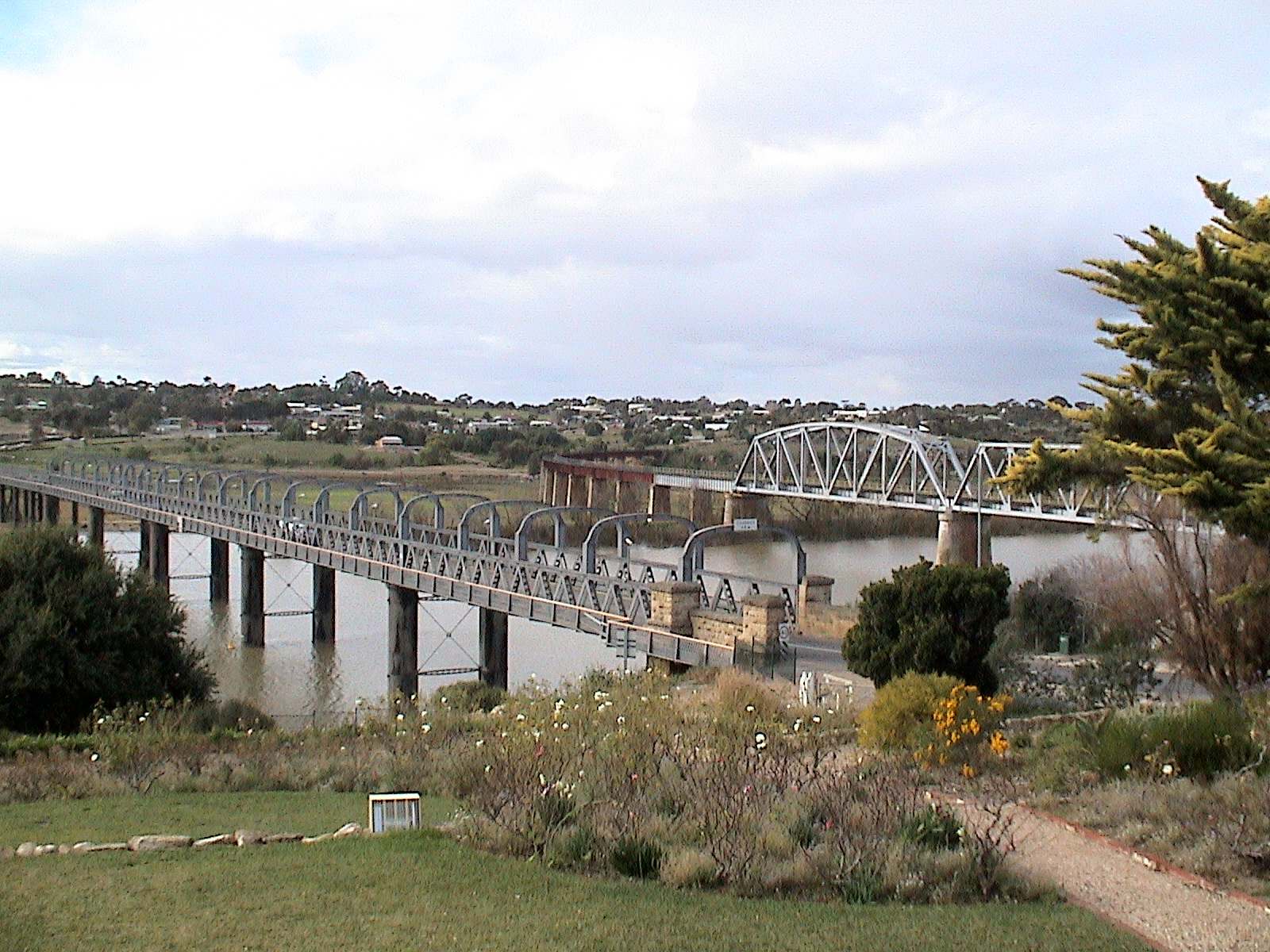
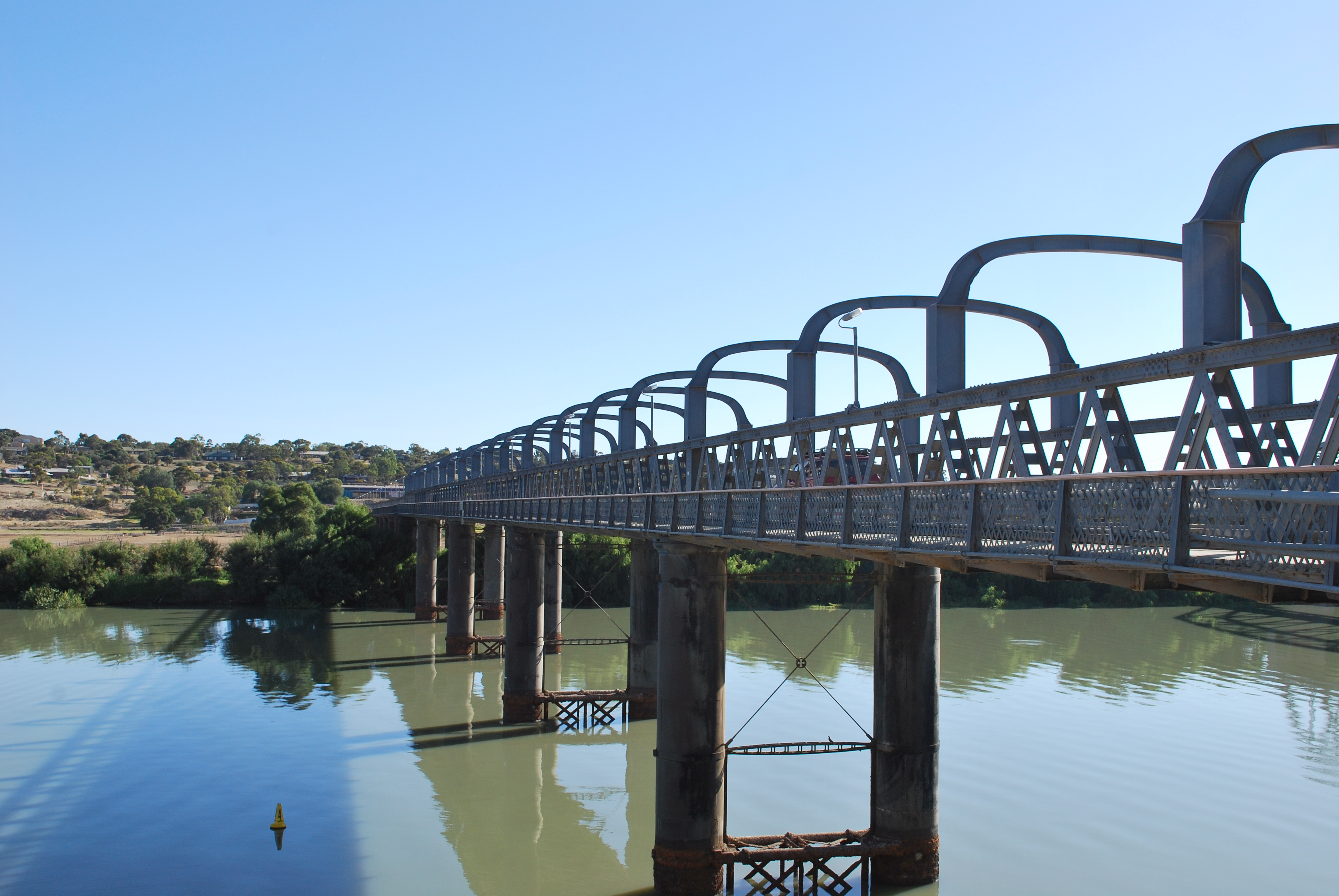
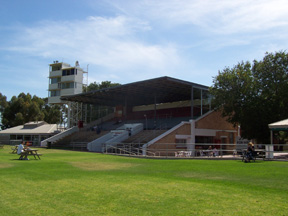

## مدن توأم
المدن التوأم:
- لاريدو.

## أعلام
- آرثر سكوت
- كلايد كاميرون
- بيتر أوبريان
- ستيف فوستر
- دون فاريل
- أليكس بولت
- فرانك كامينغز
- والتر جارفيس